# Sports Car Challenge at Mid-Ohio 2021
Navigation
Édition précédente Édition suivante
Le Sports Car Challenge at Mid-Ohio 2021 (officiellement appelé le 2021 Acura Sports Car Challenge at Mid-Ohio) est une course de voitures de sport organisée sur le Mid-Ohio Sports Car Course en Ohio, aux États-Unis, qui s'est déroulée le 16 mai 2021. Il s'agissait de la troisième manche du championnat WeatherTech SportsCar Championship 2021 et les catégories DPi, LMP3 et GTD du championnat ont participé à la course.

## Circuit

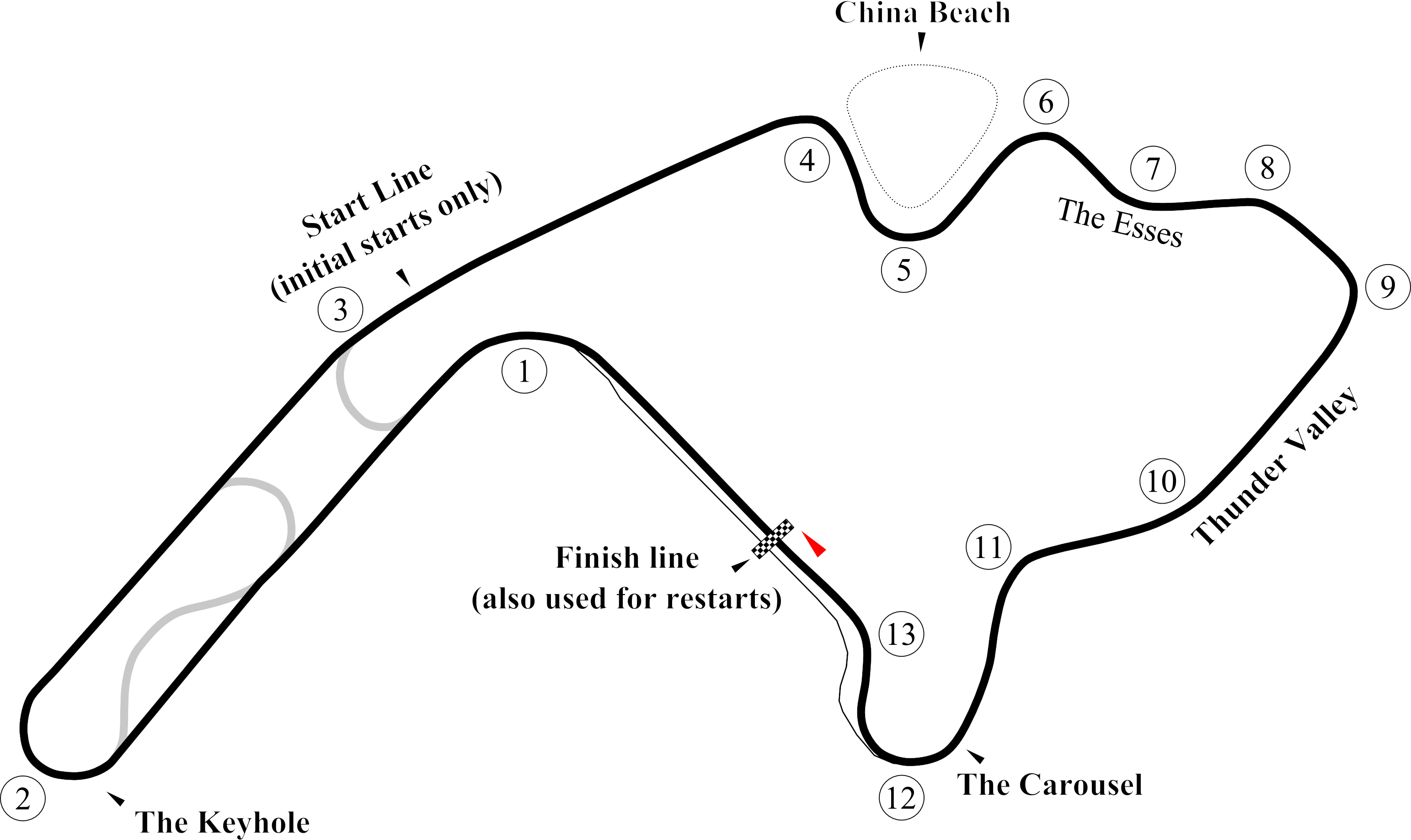
Mid-Ohio Sports Car Course

Le Sports Car Challenge at Mid-Ohio 2021 s'est déroulé sur le Mid-Ohio Sports Car Course situé en Ohio. Il s'agit d'un circuit automobile situé à Troy Township, dans le Comté de Morrow en Ohio. Le circuit comprend 15 virages et à une longueur de 3,86 km. La partie la plus rapide du circuit permet d'atteindre des vitesses approchant les 290 km/h. Il y a une tribune ayant une capacité de 10 000 spectateurs et les trois monticules d'observation le long du circuit permet d'augmenter la capacité d'accueil à plus de 75 000 spectateurs.

## Course

### Classement de la course
Voici le classement provisoire au terme de la course.
- Les vainqueurs de chaque catégorie sont signalés par un fond jauni.
- Pour la colonne Pneus, il faut passer le curseur au-dessus du modèle pour connaître le manufacturier de pneumatiques.

| Pos     | Classe | no | Écurie                                                   | Pilotes                              | Châssis                          | Pneus | Tours | Temps                  |
| ------- | ------ | -- | -------------------------------------------------------- | ------------------------------------ | -------------------------------- | ----- | ----- | ---------------------- |
| Pos     | Classe | no | Écurie                                                   | Pilotes                              | Moteur                           | Pneus | Tours | Temps                  |
| 1       | DPi    | 10 | Konica Minolta Acura ARX-05                              | Filipe Albuquerque Ricky Taylor      | Acura ARX-05                     | M     | 122   | 2 h 40 min 21 s 370    |
| 1       | DPi    | 10 | Konica Minolta Acura ARX-05                              | Filipe Albuquerque Ricky Taylor      | Acura AR35TT 3,5 L V6 Turbo      | M     | 122   | 2 h 40 min 21 s 370    |
| 2       | DPi    | 31 | Whelen Engineering Racing                                | Mike Conway Pipo Derani Felipe Nasr  | Cadillac DPi-V.R                 | M     | 122   | + 0 s 368              |
| 2       | DPi    | 31 | Whelen Engineering Racing                                | Mike Conway Pipo Derani Felipe Nasr  | Cadillac 5,5 L V8 Atmo           | M     | 122   | + 0 s 368              |
| 3       | DPi    | 55 | Mazda Motorsports                                        | Oliver Jarvis Harry Tincknell        | Mazda RT24-P                     | M     | 122   | + 12 s 925             |
| 3       | DPi    | 55 | Mazda Motorsports                                        | Oliver Jarvis Harry Tincknell        | Mazda MZ-2.0T 2,0 L I4 Turbo     | M     | 122   | + 12 s 925             |
| 4       | DPi    | 5  | JDC-Mustang Sampling Racing                              | Loïc Duval Tristan Vautier           | Cadillac DPi-V.R                 | M     | 122   | + 26 s 719             |
| 4       | DPi    | 5  | JDC-Mustang Sampling Racing                              | Loïc Duval Tristan Vautier           | Cadillac 5,5 L V8 Atmo           | M     | 122   | + 26 s 719             |
| 5       | DPi    | 01 | Cadillac Chip Ganassi Racing                             | Kevin Magnussen Renger van der Zande | Cadillac DPi-V.R                 | M     | 122   | + 33 s 115             |
| 5       | DPi    | 01 | Cadillac Chip Ganassi Racing                             | Kevin Magnussen Renger van der Zande | Cadillac 5,5 L V8 Atmo           | M     | 122   | + 33 s 115             |
| 6       | DPi    | 60 | Meyer Shank Racing avec Curb Agajanian Performance Group | Dane Cameron Olivier Pla             | Acura ARX-05                     | M     | 122   | + 37 s 698             |
| 6       | DPi    | 60 | Meyer Shank Racing avec Curb Agajanian Performance Group | Dane Cameron Olivier Pla             | Acura AR35TT 3,5 L V6 Turbo      | M     | 122   | + 37 s 698             |
| 7       | LMP3   | 74 | Riley Motorsports                                        | Gar Robinson Felipe Fraga            | Ligier JS P320                   | M     | 115   | + 7 Tours              |
| 7       | LMP3   | 74 | Riley Motorsports                                        | Gar Robinson Felipe Fraga            | Nissan VK56DE 5,6 L V8 Atmo      | M     | 115   | + 7 Tours              |
| 8       | LMP3   | 38 | Performance Tech Motorsports                             | Dan Goldburg Rasmus Lindh (en)       | Ligier JS P320                   | M     | 115   | + 7 Tours              |
| 8       | LMP3   | 38 | Performance Tech Motorsports                             | Dan Goldburg Rasmus Lindh (en)       | Nissan VK56DE 5,6 L V8 Atmo      | M     | 115   | + 7 Tours              |
| 9       | LMP3   | 91 | Riley Motorsports                                        | Jim Cox Dylan Murry                  | Ligier JS P320                   | M     | 115   | + 7 Tours              |
| 9       | LMP3   | 91 | Riley Motorsports                                        | Jim Cox Dylan Murry                  | Nissan VK56DE 5,6 L V8 Atmo      | M     | 115   | + 7 Tours              |
| 10      | LMP3   | 54 | CORE Autosport                                           | Jon Bennett (en) Colin Braun         | Ligier JS P320                   | M     | 115   | + 7 Tours              |
| 10      | LMP3   | 54 | CORE Autosport                                           | Jon Bennett (en) Colin Braun         | Nissan VK56DE 5,6 L V8 Atmo      | M     | 115   | + 7 Tours              |
| 11      | LMP3   | 33 | Sean Creech Motorsport                                   | João Barbosa Lance Willsey           | Ligier JS P320                   | M     | 114   | + 8 Tours              |
| 11      | LMP3   | 33 | Sean Creech Motorsport                                   | João Barbosa Lance Willsey           | Nissan VK56DE 5,6 L V8 Atmo      | M     | 114   | + 8 Tours              |
| 12      | GTD    | 96 | Turner Motorsport                                        | Bill Auberlen Robby Foley            | BMW M6 GT3                       | M     | 111   | + 11 Tours             |
| 12      | GTD    | 96 | Turner Motorsport                                        | Bill Auberlen Robby Foley            | BMW 4,4 L V8 Turbo               | M     | 111   | + 11 Tours             |
| 13      | GTD    | 12 | Vasser Sullivan Racing                                   | Frankie Montecalvo Zach Veach (en)   | Lexus RC F GT3                   | M     | 111   | + 11 Tours             |
| 13      | GTD    | 12 | Vasser Sullivan Racing                                   | Frankie Montecalvo Zach Veach (en)   | Lexus 5,0 L V8 Atmo              | M     | 111   | + 11 Tours             |
| 14      | GTD    | 1  | Paul Miller Racing                                       | Bryan Sellers Madison Snow           | Lamborghini Huracán GT3 Evo      | M     | 111   | + 11 Tours             |
| 14      | GTD    | 1  | Paul Miller Racing                                       | Bryan Sellers Madison Snow           | Lamborghini 5,2 L V10 Atmo       | M     | 111   | + 11 Tours             |
| 15      | GTD    | 23 | The Heart of Racing                                      | Roman De Angelis Ross Gunn           | Aston Martin Vantage AMR GT3     | M     | 111   | + 11 Tours             |
| 15      | GTD    | 23 | The Heart of Racing                                      | Roman De Angelis Ross Gunn           | Aston Martin 4,0 L V8 Turbo      | M     | 111   | + 11 Tours             |
| 16      | GTD    | 76 | Compass Racing                                           | Jeff Kingsley Mario Farnbacher       | Acura NSX GT3 Evo                | M     | 111   | + 11 Tours             |
| 16      | GTD    | 76 | Compass Racing                                           | Jeff Kingsley Mario Farnbacher       | Acura 3,5 L V6 Turbo             | M     | 111   | + 11 Tours             |
| 17      | GTD    | 9  | Pfaff Motorsports                                        | Zacharie Robichon Laurens Vanthoor   | Porsche 911 GT3 R                | M     | 111   | + 11 Tours             |
| 17      | GTD    | 9  | Pfaff Motorsports                                        | Zacharie Robichon Laurens Vanthoor   | Porsche 4,0 L Flat-6 Atmo        | M     | 111   | + 11 Tours             |
| 18      | GTD    | 39 | CarBahn avec Peregrine Racing                            | Richard Heistand (de) Jeff Westphal  | Audi R8 LMS                      | M     | 111   | + 11 Tours             |
| 18      | GTD    | 39 | CarBahn avec Peregrine Racing                            | Richard Heistand (de) Jeff Westphal  |                                  | M     | 111   | + 11 Tours             |
| 19      | GTD    | 66 | Gradient Racing                                          | Till Bechtolsheimer Marc Miller (en) | Acura NSX GT3 Evo                | M     | 111   | + 11 Tours             |
| 19      | GTD    | 66 | Gradient Racing                                          | Till Bechtolsheimer Marc Miller (en) | Acura 3,5 L V6 Turbo             | M     | 111   | + 11 Tours             |
| 20      | GTD    | 44 | Magnus Racing avec Archangel Motorsports                 | Andy Lally John Potter               | Acura NSX GT3 Evo                | M     | 111   | + 11 Tours             |
| 20      | GTD    | 44 | Magnus Racing avec Archangel Motorsports                 | Andy Lally John Potter               | Acura 3,5 L V6 Turbo             | M     | 111   | + 11 Tours             |
| 21      | GTD    | 28 | Alegra Motorsports                                       | Daniel Morad Michael de Quesada      | Mercedes-AMG GT3 Evo             | M     | 111   | + 11 Tours             |
| 21      | GTD    | 28 | Alegra Motorsports                                       | Daniel Morad Michael de Quesada      | Mercedes-Benz M159 6,2 L V8 Atmo | M     | 111   | + 11 Tours             |
| 22      | GTD    | 88 | Team Hardpoint EBM                                       | Rob Ferriol Katherine Legge          | Porsche 911 GT3 R                | M     | 110   | + 12 Tours             |
| 22      | GTD    | 88 | Team Hardpoint EBM                                       | Rob Ferriol Katherine Legge          | Porsche 4,0 L Flat-6 Atmo        | M     | 110   | + 12 Tours             |
| 23      | GTD    | 16 | Wright Motorsports                                       | Ryan Hardwick Patrick Long           | Porsche 911 GT3 R                | M     | 107   | + 15 Tours             |
| 23      | GTD    | 16 | Wright Motorsports                                       | Ryan Hardwick Patrick Long           | Porsche 4,0 L Flat-6 Atmo        | M     | 107   | + 15 Tours             |
| 24 Abd. | LMP3   | 36 | Andretti Autosport                                       | Jarett Andretti (en) Oliver Askew    | Ligier JS P320                   | M     | 85    |                        |
| 24 Abd. | LMP3   | 36 | Andretti Autosport                                       | Jarett Andretti (en) Oliver Askew    | Nissan VK56DE 5,6 L V8 Atmo      | M     | 85    |                        |
| 25 Abd. | GTD    | 14 | Vasser Sullivan Racing                                   | Jack Hawksworth Aaron Telitz         | Lexus RC F GT3                   | M     | 77    | Problème de suspension |
| 25 Abd. | GTD    | 14 | Vasser Sullivan Racing                                   | Jack Hawksworth Aaron Telitz         | Lexus 5,0 L V8 Atmo              | M     | 77    | Problème de suspension |

## Pole position et record du tour
- Pole position :  Harry Tincknell (#55 Mazda Motorsports) en 1 min 10 s 027
- Meilleur tour en course :  Kevin Magnussen (#01 Cadillac Chip Ganassi Racing) en 1 min 12 s 188

## Tours en tête
- no 55 Mazda RT24-P - Mazda Motorsports : 72 tours (1-31 / 34-63/ 70-80)[2]
- no 10 Acura ARX-05 - Konica Minolta Acura ARX-05 : 45 tours (32-33 / 64-69 / 86-122)
- no 31 Cadillac DPi-V.R - Whelen Engineering Racing : 5 tours (81-85)

## À noter
- Longueur du circuit : 2,258 mi
- Distance parcourue par les vainqueurs : 275,476 mi